# Piła Druga
Piła Druga – wieś w Polsce położona w województwie śląskim, w powiecie kłobuckim, w gminie Wręczyca Wielka.
W latach 1975–1998 miejscowość administracyjnie należała do województwa częstochowskiego. Do gminy Wręczyca Wielka wieś została dołączona 1 stycznia 1977 roku razem z częścią gminy Truskolasy.
Miejscowość jest siedzibą sołectwa.